# Washington (Utah)
Washington is een plaats (city) in de Amerikaanse staat Utah, en valt bestuurlijk gezien onder Washington County.

## Demografie
Bij de volkstelling in 2000 werd het aantal inwoners vastgesteld op 8186.
In 2006 is het aantal inwoners door het United States Census Bureau geschat op 15.217, een stijging van 7031 (85,9%).

## Geografie
Volgens het United States Census Bureau beslaat de plaats een oppervlakte van 81,7 km², waarvan 81,6 km² land en 0,1 km² water. Washington ligt op ongeveer 404 m boven zeeniveau.

## Plaatsen in de nabije omgeving
De onderstaande figuur toont nabijgelegen plaatsen in een straal van 20 km rond Washington.